# Emmanuel-Louis de Cugnac
Pour les articles homonymes, voir Cugnac.
Emmanuel-Louis de Cugnac, né en 1729  au château de Sermet près de Cahors (actuel département du Lot), et mort le 8 décembre 1800 au château de Fondelin près de Valence-sur-Baïse (Gers), est le dernier évêque du diocèse de Lectoure.

## Biographie
Il est le fils de Jean-Louis de Cugnac et de Marie de Faure de Rouffilhac et a deux frères aînés et quatre sœurs. Il choisit l'état ecclésiastique. D'abord Chanoine de Notre-Dame de Paris, vicaire général du diocèse de Bayeux, il est pourvu en commende en 1759 de l'abbaye de Longues dans ce diocèse. Il est ensuite désigné évêque de Lectoure le 7 septembre 1772 et consacré par Christophe de Beaumont du Repaire l'archevêque de Paris. Personnage mondain et amateur d'art, il ne se signale pas par un engagement sacerdotal très marqué. 
Il offre à l'église de la Daurade de Toulouse une chapelle d'ordination, chef-d'œuvre de l'orfèvre parisien Jean-Charles Roquillet-Desnoyers. Le trésor de la Daurade conserve, dans son coffret d'origine, le calice et la patène, le bassin, les deux burettes, le chrémeau et le bougeoir décorés d'épis, de feuilles d'eau, de godrons et de canaux. Chaque pièce porte le blason aux armes de Louis-Emmanuel de Cugnac : gironné d'argent et de gueules, ainsi que le poinçon du maître orfèvre (M.O) : J.C.R.D. 
Son action dans son diocèse de Lectoure n'est pas marquée par des faits saillants, si ce n'est la décision de faire abattre la haute flèche du clocher de la cathédrale Saint-Gervais-Saint-Protais, trop souvent frappée par la foudre, ainsi que l'étage octogonal qui la supportait. Il fut député à l’assemblée générale du clergé de France en 1788.
C'est à la Révolution qu'il révèle une personnalité bien marquée, en refusant de prêter le serment à la constitution civile du clergé. Il cohabite un temps, dans son évêché, avec le Conseil de District, et il ne quitte les lieux qu’après avoir fermement refusé de payer un loyer. Avec Jean-Baptiste de Maillé, évêque de Saint-Papoul, il est un des rares évêques français à ne pas émigrer. Il se retire dans son château de Fondelin et ne sera que peu inquiété même pendant la Terreur. Il profite même de la réaction thermidorienne pour revenir à Lectoure et faire rétracter de leur serment quelques prêtres assermentés. Le diocèse supprimé à la Révolution n'est pas rétabli.
Il a écrit un catéchisme à l’usage des habitants de son diocèse.